# Ocra rossa
L'ocra rossa è un pigmento inorganico naturale di uso assai diffuso derivato da un minerale ferroso chiamato ematite naturale. La formula chimica è: Fe2O3 · nH2O.
L'etimologia rimanda alla parola greca "sangue", data l'evidente colorazione rossa. Mentre infatti l'ematite si presenta nera o grigio ferro, la polvere ricavata per il pigmento è rosso bruno.
Anticamente conosciuta come ochra o rubrica, ha diversi sinonimi. Il nome varia anche in funzione della resa del pigmento, strettamente correlata alla presenza o meno di impurità. Può essere ottenuta anche artificialmente per calcinazione dell'ocra gialla, e viene talvolta adulterata con le aniline.

## Diffusione nell'arte
Data la diffusione dell'ematite in numerosi paesi, anche il pigmento è stato utilizzato da popoli diversi e per espressioni artistiche anche lontane tra loro: dalla preistoria, agli affreschi rinascimentali, all'arredamento (stucchi, colorazione del legno), alla xilografia. È infatti impiegata  nelle pitture rupestri, nella colorazione di statuette, negli antichi arredi funebri come nell'affresco, nella tempera, nell'encausto e nella pittura ad olio, grazie al suo elevato potere coprente.

## Applicazioni
La sua applicazione spazia dai pigmenti applicabili a pennello, alla classica sanguigna, il bastoncino rosso simile ad un gessetto con cui grandi maestri del rinascimento (Giorgione, Romanino) e oltre tracciavano gli schizzi dei loro affreschi. È pure usatissima nelle tecniche di xilografia occidentale e orientale.

## Nomi alternativi
- Brularminium
- Brunus
- Colcotar
- Majolica
- Morellone
- Ochra
- Oligisto micaceo
- Rosso inglese
- Rosso di Marte
- Rosso di Norimberga
- Rosso pompeiano
- Rosso di Pozzuoli
- Rosso di Prussia
- Rubrica
- Sanguigna
- Terra rossa di Spagna
- Terra rossa di Venezia o Rosso di Venezia